# Leila Chikhaoui
Pour les articles homonymes, voir Leila.
Leila Chikhaoui (arabe : ليلى الشيخاوي), née le 15 août 1966, de son nom complet Leila Chikhaoui Mahdaoui (ليلى الشيخاوي المهداوي), est une juriste, universitaire et femme politique tunisienne. Elle est ministre de l'Environnement d'octobre 2021 à août 2024.

## Biographie
Docteure en droit de l'université Panthéon-Sorbonne (1996), elle soutient une thèse sur Le financement de la protection de l’environnement, élaborée sous la direction de la professeure Jacqueline Morand-Deviller.
Leila Chikhaoui est enseignante universitaire à la faculté des sciences juridiques, politiques et sociales de Tunis rattachée à l'université de Carthage. Elle y dirige à partir de 2013 le master en droit de l'environnement. Elle a été par ailleurs membre de l'Instance provisoire chargée du contrôle de la constitutionnalité des projets de loi.
Le 11 octobre 2021, elle est nommée ministre de l'Environnement dans le gouvernement de Najla Bouden.